# سیارک ۲۱۴۲۴
سیارک ۲۱۴۲۴ (به انگلیسی: 21424 Faithchang، نامگذاری:1998FU79) بیست و یک هزار و چهارصد و بیست و چهارمین سیارک کشف شده‌است که در ۲۴ مارس ۱۹۹۸ کشف شد.
قدر مطلق سیارک برابر ۱۰.۷ است.